# Holderbank (Argovie)
Pour les articles homonymes, voir Holderbank.
Holderbank est une commune suisse du canton d'Argovie, située dans le district de Lenzbourg.

Vue aérienne (1964)